# 辇道增四
天鵝座15，又名BD+37 3586，HD 186675、SAO 68778、HR 7517，是天鵝座的一颗恒星，视星等为4.89，位于銀經71.76，銀緯6.6，其B1900.0坐标为赤經19h 40m 40.1s，赤緯+37° 6.6′ 45″。